# Li Yong
Li Yong (Qingdao, 12 giugno 1966) è un ex calciatore cinese.

## Carriera

### Nazionale
Nel 1992 ha giocato 4 partite in nazionale, 3 delle quali in partite di qualificazione alla Coppa d'Asia.